# Pisma literackie i artystyczne Cypriana Kamila Norwida

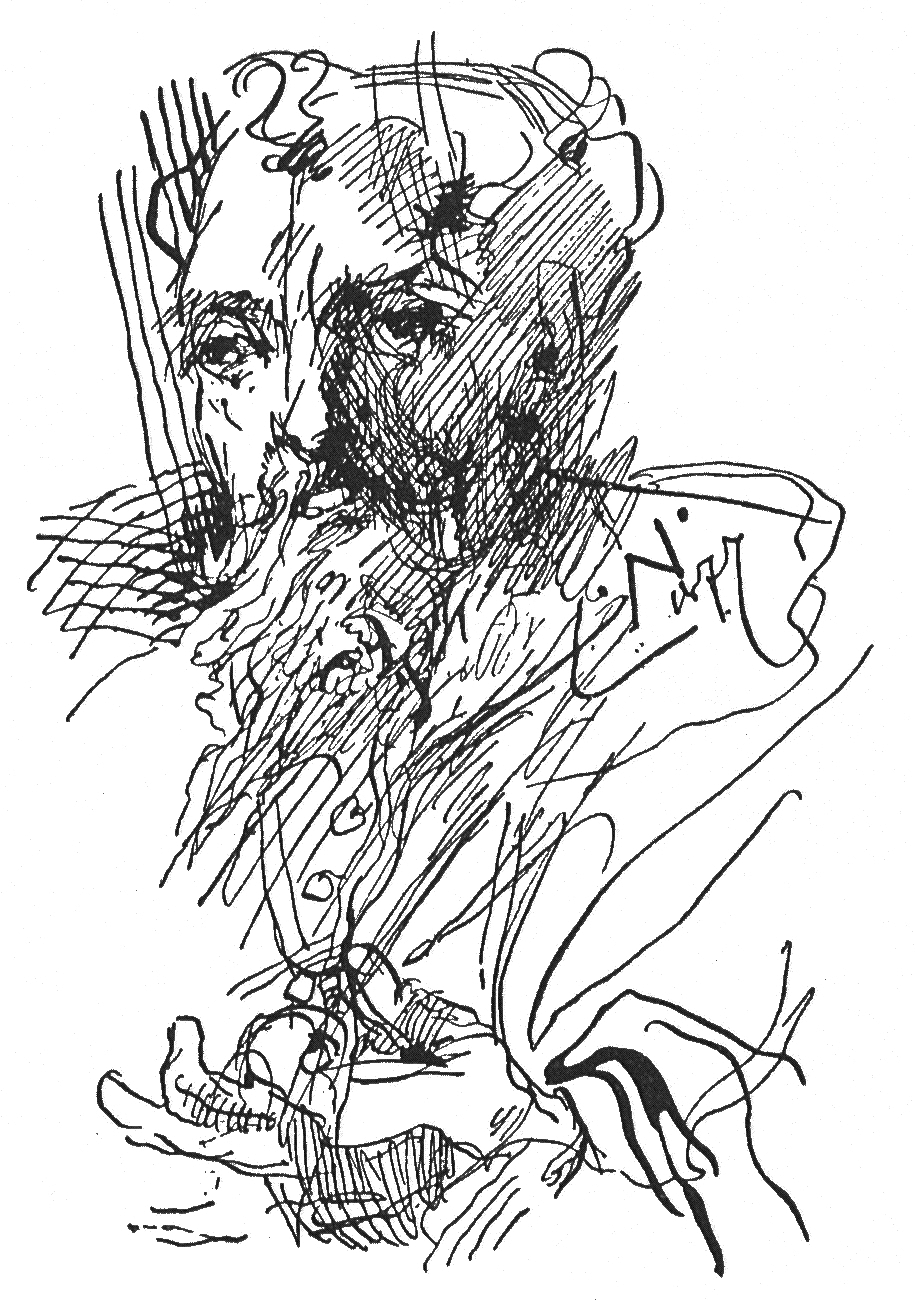
Portret własny. C. Norwid. 1877.

Pisma literackie i artystyczne Cypriana Kamila Norwida – zbiór pism filozoficznych, krytycznych i publicystycznych Cypriana Kamila Norwida na tematy literackie i artystyczne.

## Filozofia sztuki
| Tytuł                    | Rodzaj    | Powstanie | Publikacja |
| ------------------------ | --------- | --------- | ---------- |
| Sztuka w obliczu dziejów |           | 1842      | 1956       |
| Prototypy formy          | rozprawka | 1851      | 1937       |
| Piast i jego rewolucja   | uwagi     | 1851      | 1935       |
| Słowo i litera           | rozprawka | 1851      | 1935       |
| O prawdzie               |           | 1851      | 1937       |
| Rotacja słowa            |           | 1852      | 1937       |
| O sztuce (dla Polaków)   | studium   | 1858      | 1858       |

## Pisma krytyczne
| Tytuł                                     | Rodzaj         | Powstanie | Publikacja |
| ----------------------------------------- | -------------- | --------- | ---------- |
| Litkup na Pradze i pojedynek z Wojciechem | recenzja       | 1841      | 1841       |
| Wyjątek z listu z Krakowa                 | korespondencja | 1842      | 1842       |
| O rzeźbiarzach florenckich dziś żyjących  | artykuł        | 1845      | 1908       |
| Do obywatela Dmochowskiego – rzeźbiarza   | list           | 1849      | 1849       |
| Z pamiętnika                              | sprawozdanie   | 1851      | 1851       |
| O felietonie felieton                     | felieton       | 1851      | 1851       |
| Pół-listu                                 | felieton       | 1851      | 1851       |
| Tańce polskie                             | dopowiedzenie  | 1852      | 1937       |
| Widowiska w ogóle uważane                 | szkic          | 1852      | 1909       |
| Una picciolissima osservazione            | replika        | 1852      | 1912       |
| Uwaga o «Wielkiej Improwizacji»           | uwaga          | 1856      | 1856       |
| Uwagi o «Pamiętniku pieśniarza»           | uwagi          | 1856      | 1926       |
| Ktoś się zamordował                       | uwagi          | 1856      | 1926       |
| O Juliuszu Słowackim                      | wykład         | 1860      | 1861       |
| O Balladynie                              | rozprawka      | 1860      | 1861       |
| Objaśnienia żądane                        | komentarz      | 1861      | 1916       |
| O tłumaczeniach z Byrona                  | uwagi          | 1868      | 1933       |
| O portrecie i przeznaczeniu jego          | instrukcja     | 1868      | 1909       |
| O deklamacji                              | uwagi          | 1869      | 1933       |
| Obywatel Gustaw Courbet                   | pamflet        | 1872      | 1968       |
| «Boga-rodzica» pieśń                      | rozprawka      | 1873      | 1904       |
| Sfinks                                    | rozprawka      | 1874      | 1874       |
| Dwie aureole                              | szkic          | 1877      | 1877       |
| Salon paryski 1881                        | notatka        | 1881      | 1912       |
| Z powodu podręcznika Szujskiego           |                |           | 1937       |

## Pisma publicystyczne
| Tytuł                                             | Rodzaj       | Powstanie | Publikacja |
| ------------------------------------------------- | ------------ | --------- | ---------- |
| Uwagi o ekspozycjach                              | uwagi        | 1850      | 1935       |
| Uwagi dla nowej redakcji «Gazety Codziennej»      | uwagi        | 1859      | 1912       |
| Kwestia popiersia Goszczyńskiego                  | uwagi        | 1869      | 1929       |
| Przedstawienie w sprawie monety narodowej         | projekt      | 1869      | 1937       |
| O warunkach rozwoju sztuki                        | przemówienie | 1870      | 1912       |
| Autobiografia artystyczna                         |              | 1872      | 1897       |
| W kwestii losów artystów polskich                 | uwagi        | 1874-1876 | 1937       |
| «Sobótka»                                         | odpowiedź    | 1874      | 1933       |
| Skarby polskie                                    | nota         | 1874      | 1937       |
| Sztuka jako żywy organ społeczny                  |              | 1876      | 1912       |
| Trzy tysiące franków i umoralnienie społeczne     | nota         | 1878      | 1937       |
| O wartości i potrzebie dzienników                 | uwagi        | 1878      | 1902       |
| Interesa sztuki                                   |              |           | 1937       |
| W sprawie uczczenia pamięci Bronisława Zaleskiego |              | 1880      | 1935       |
| Żądany list o mogile i mogiłach                   |              | 1880      | 1937       |
| Jubileatyzm                                       |              | 1882      | 1937       |

## Polemiki i sprostowania
| Tytuł                                        | Rodzja       | Powstanie | Publikacja |
| -------------------------------------------- | ------------ | --------- | ---------- |
| Ze względu artykułu o cynkografii            | rozprawka    | 1841      | 1841       |
| W odpowiedzi na dziewiąty «List z Poznania»  | polemika     | 1849      | 1849       |
| Krytycy i artyści                            | polemika     | 1849      | 1849       |
| Jasność i ciemność                           | apologia     | 1850      | 1924       |
| Do ogników błędnych na cmentarzu             | odezwa       | 1851      | 1851       |
| Ostatnie słowo to nie są litery              | list otwarty | 1851      | 1918       |
| Wyjaśnienie udziału w broszurze o Towiańskim |              | 1856      | 1930       |
| Korespondencja i sprostowanie                |              | 1868      | 1935       |

## Zawartość
Zbiór, według wydania Gomulickiego Pism wszystkich z 1971, obejmuje pięćdziesiąt siedem tekstów z lat 1841-1882. W stosunku do Pism wybranych, o trzy lata wcześniejszych, nastąpiły cztery zmiany. Do pism literackich i artystycznych z działu moralia trafiłyː O wartości i potrzebie dzienników oraz Trzy tysiące franków i umoralnienie społeczne. Natomiast z pism literackich do działu pism medytacyjnych wydawca przesunął Milczenie, a z muzycznych do nekrologów – Nekrolog Fryderyka Chopina.

## Podział
Pierwszą próbę klasyfikacji zbioru podjął Zenon Przesmycki w 1912 wydając Pisma zebrane. Podzielił on wówczas pisma o sztuce i literaturze na Juwenilia (1841-1845), Pierwszy cykl uwag o sztuce (1849-1851), Wspomnienia i rozmyślania (1850, 1856), Drugi cykl uwag o sztuce (1852-1876), O Juliuszu Słowackim. O Balladynie (1860), «Boga-Rodzica» pieśń (1872), Milczenie (1882). W wydaniu z 1937 pisma o sztuce i literaturze umieścił w jednym niezróżnicowanym dziale. Z kolei Wiktor Gomulicki w wydaniu Pism wybranych z 1968 dokonał tematycznego podziału zbioru na pisma o literaturze, muzyce i sztukach plastycznych. W Pismach wszystkich (1971) odszedł od tego podziału na rzecz podziału formalnego na pisma filozoficzne, krytyczne, publicystyczne i polemiczne.